# Chambao
Chambao è un gruppo musicale spagnolo di flamenco-musica elettronica nato a Malaga, in Andalusia.

## Storia
È stato il musicista olandese Henrik Takkenberg a scoprire la band composta da María del Mar, Eduardo e Dani (il quale ha lasciato nel 2005).
Il loro primo album è stato Flamenco Chill, una compilation con sei canzoni e due versioni, con Triana e Pepe de Lucía dei Camarón. Ne sono state vendute più di 90 000 copie.
Endorfinas en la mente (lett.: endorfine nella mente) è stato il secondo lavoro, composto senza l'aiuto di Henrik e garante la vittoria del Premio Ondas.
Pokito a poko (lett.: poco a poco) è il terzo album del gruppo che fonde tradizione e modernità.
La cantante del gruppo, María del Mar, dopo essere guarita da un cancro, ha duettato con Ricky Martin in Tu Recuerdo contenuto in una compilation di MTV.

## Discografia
- 2002 - Flamenco Chill
- 2003 - Endorfinas en la mente
- 2004 - Chambao en privado
- 2005 - Pokito a poko
- 2005 - Puro
- 2006 - Caminando 2001-2006
- 2007 - Con otro aire
- 2009 - En el fin del mundo
- 2012 - Chambao
- 2013 - Esencial Chambao
- 2013 - 10 años around the world
- 2016 - Nuevo ciclo
- 2018 - De Chambao a La Mari: Último concierto

## Riconoscimenti
- Premio Ondas per Endorfinas en la mente - 2003